# Amelia Piccininiová
Amelia Piccininiová (17. ledna 1917 Turín – 3. dubna 1979 Turín) byla italská sportovkyně . Získala dvě medaile na seniorské úrovni na mezinárodních atletických soutěžích.
Startovala za Itálii na letních olympijských hrách v roce 1948, které se konaly v Londýně ve Velké Británii, kde získala stříbrnou medaili ve vrhu koulí. V roce ME 1946 získala bronzovou medaili ve vrhu koulí.